# Tocatlán
Tocatlán är en kommunhuvudort i Mexiko.   Den ligger i kommunen Tocatlán och delstaten Tlaxcala, i den sydöstra delen av landet, 120 km öster om huvudstaden Mexico City. Tocatlán ligger 2 634 meter över havet och antalet invånare är 5 123.
Terrängen runt Tocatlán är platt norrut, men söderut är den kuperad. Tocatlán ligger uppe på en höjd som går i nord-sydlig riktning. Runt Tocatlán är det tätbefolkat, med 257 invånare per kvadratkilometer. Närmaste större samhälle är Apizaco, 12,5 km väster om Tocatlán. Trakten runt Tocatlán består till största delen av jordbruksmark.